# Макэлрой, Роберт Уолтер
Роберт Уолтер Макэлрой (англ. Robert Walter McElroy; род. 5 февраля 1954, Сан-Франциско, США) — американский кардинал. Титулярный епископ Гемелле Бизаценской и вспомогательный епископ архиепархии Сан-Франциско с 6 июля 2010 по 3 марта 2015. Епископ Сан-Диего с 3 марта 2015 по 6 января 2025. Архиепископ Вашингтона с 6 января 2025. Кардинал-священник с титулом церкви Сан-Фруменцо-ай-Прати-Фискали с 27 августа 2022.